# Josef Vogt (1897–1947)
Josef Vogt (ur. 30 lipca 1897 w Mettmann, zm. 18 sierpnia 1947 w Lublanie) – zbrodniarz nazistowski, niemiecki policjant (Gestapo), SS-Sturmbannführer.
Ukończył ekonomię. Następnie pracował jako urzędnik bankowy. W październiku 1925 roku wstąpił do policji w Düsseldorfie. W latach 1929−1933 pracował w wydziale zabójstw. W maju 1933 roku zapisał się do NSDAP i zgłosił się na ochotnika do gestapo. Jego energiczne poczynania w walce z komunistycznym oporem zwróciły na niego uwagę przełożonych i zapewniły mu szybki awans zawodowy. W latach 1940−1942 był szefem wydziału IVA, który zajmował się marksistami, komunistami, reakcjonistami, liberałami, zwalczaniem sabotażu i ogólnym bezpieczeństwem.
Po wojnie w czerwcu 1945 roku został aresztowany i przekazany władzom Jugosławii. Vogt został oskarżony za zbrodnie, których dopuścił się w okupowanej Jugosławii, za które później został skazany na karę śmierci, a wyrok wykonano 18 sierpnia 1947 w Lublanie.